# Caixa de ressonància

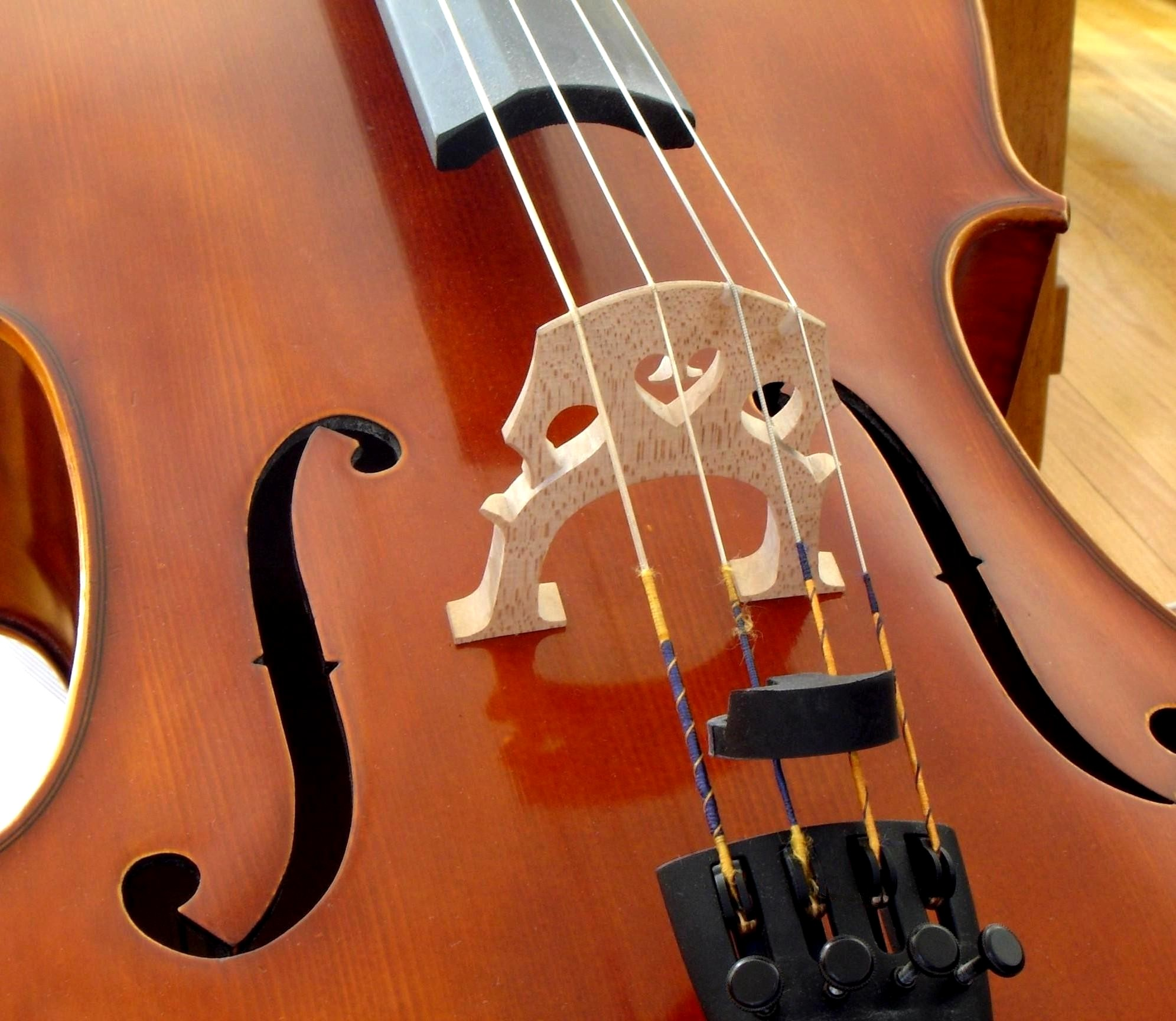
Detall de la part central de la caixa de ressonància d'un violoncel, amb el final del batedor, el pont i el cordal

En els instruments de corda la caixa de ressonància és aquella part de l'instrument que consisteix en una cavitat o caixa, i que té per funció principal amplificar el so. Normalment està delimitada, en la seva part superior, per la taula harmònica.
En instruments més aviat primitius és habitual que la caixa de ressonància estigui feta d'algun material que ja fa una certa cavitat (una closca de tortuga, per exemple), i que es completi la caixa amb algun material de fàcil tractament com per exemple el cuir. En altres ocasions, si es construeix en fusta, és habitual que es parteixi d'un bloc gruixut que es va buidant. En canvi en instruments més evolucionats, és habitual que la caixa es construeixi a partir de peces primes que s'acoblen entre elles. Tal és el cas de la guitarra o el violí.
Si les cordes no sobresurten de la dimensió de la caixa de ressonància, es tracta d'un instrument de la família de les cítares. Si les cordes es prolonguen més enllà de la caixa per sobre d'un mànec, és un instrument de la família dels llaüts. Si es prolonguen també més enllà de la caixa però es lliguen a un travesser entre dos mànecs que surten de la caixa de ressonància, és de la família de les lires. I si determinen un pla perpendicular a la caixa de ressonància, és una arpa.

## Funcionament de la caixa de ressonància
La vibració de les cordes d'un instrument genera ones sonores de tipus ona estacionària que es propaguen per l'espai. Però perquè podem sentir i gaudir del so necessitem amplificar aqueses ones. El so definitiu dels instruments és la superposició de la vibració de totes les seves parts. Cadascuna amplifica una part de les freqüències de l'ona estacionària inicial, i d'aquesta amplificació selectiva en surt el timbre que fa que distingim el so de cada instrument.
La clau de la vibració de la caixa de ressonància es troba en el pont, la peça que uneix les cordes amb el cos de l'instrument. El pont, que tant és present en els instruments de corda fregada com en els de la família de les guitarres, transfereix mecànicament les vibració de les cordes a la tapa harmònica de l'instrument: la peça superior de la caixa de ressonància que conté els orificis de les efes, en el cas dels instruments de corda fregada, o la boca, en el cas de la família de les guitarres.

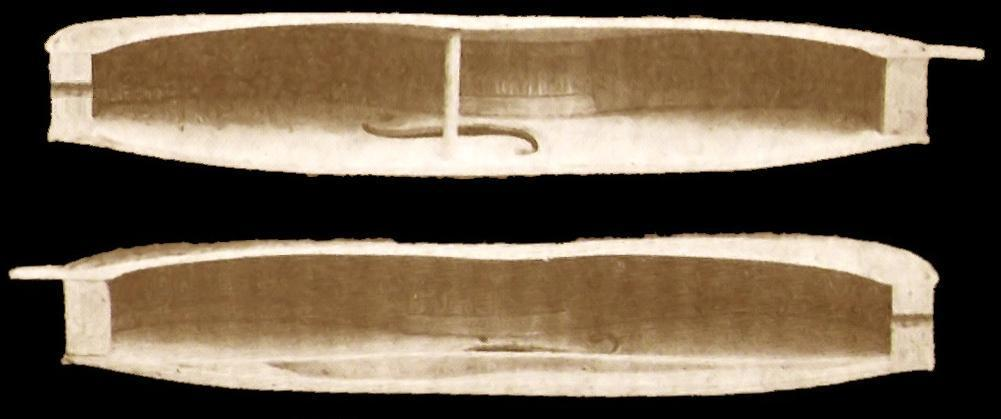
Secció longitudinal de la caixa de ressonància d'un Fitxer:violí.

Al seu torn, la vibració de la tapa es transfereix a l'aire de l'interior de la caixa de ressonància, que també comença oscil·lar. Totes les partícules d'aquest aire oscil·len i xoquen entre elles i amb les parets de l'interior de la caixa de ressonància amb la mateixa freqüència que ho fan les cordes, provocant que el so s'amplifiqui segons el principi de superposició de les ones. Nosaltres rebem aquesta ona sonora perquè l'aire s'escapa pels orificis de la tapa harmònica: les efes dels instruments de la família del violí o la boca de les guitarres.
En el cas dels instruments de la família del violí hi ha una petita peça cilíndrica anomenada ànima, que ajuda a la tapa a resistir la pressió que li fa l'instrumentista i la connecta amb el fons. A través de l'ànima, la vibració de la tapa de l'instrument i la de l'aire de la caixa de ressonància estan mecànicament més connectades.